# Губинские клады

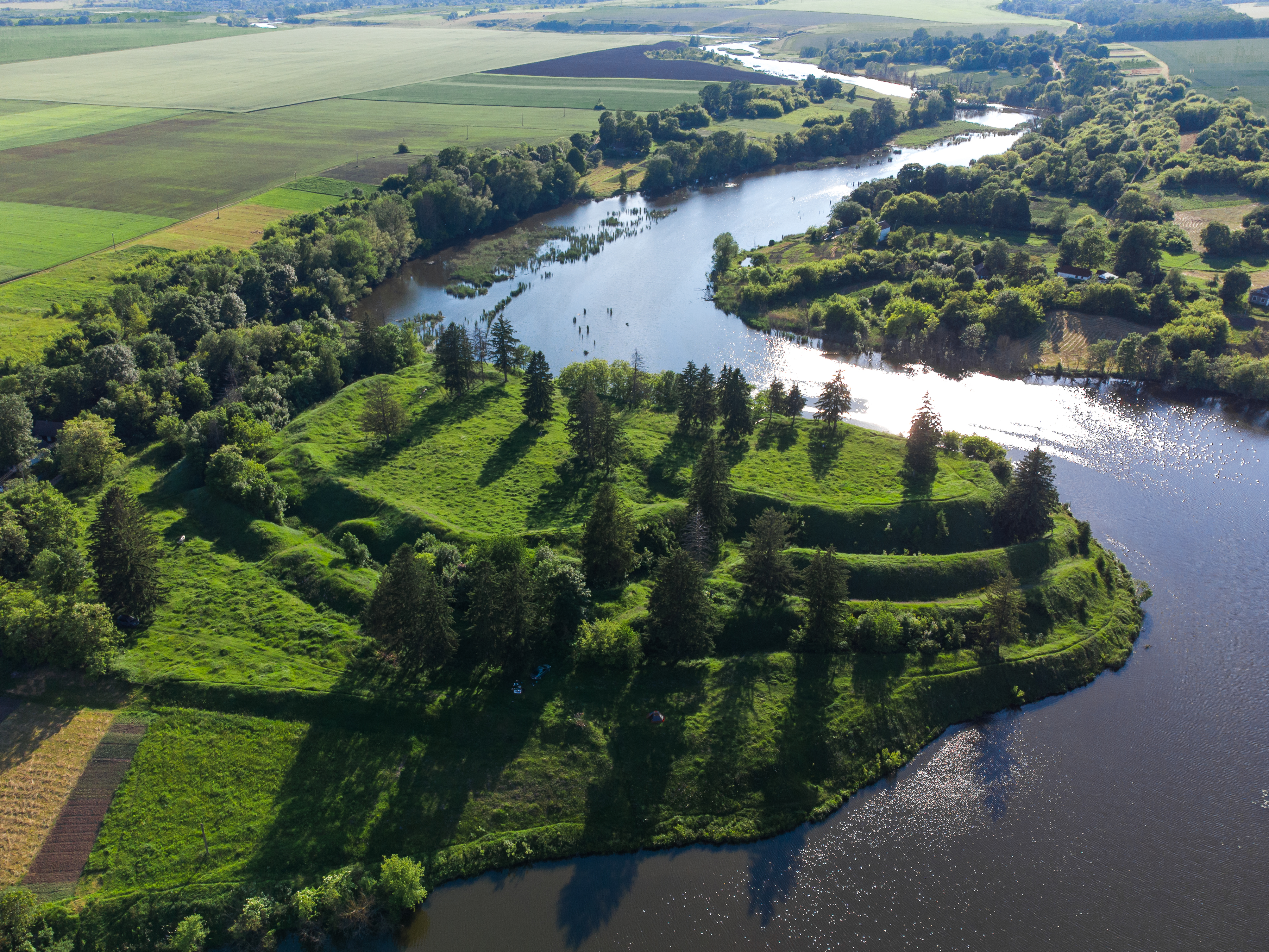
Губинское городище с высоты, 2021 год.

Губинские клады — три группы кладов, состоящих из женских украшений, найденных в селе Губин Староконстантиновского района Хмельницкой области Украины.

## Описание
Все три клада (первые два в 1997 году, и третий — в 2001 году) были найдены на территории древнерусского городища. Последний клад (2001 год) состоит из 40 вещей общей массой 266 г в виде двух костюмов:
Костюм I (19 вещей) Общая масса — 137 г:
- Колты серебряные (два).
- Браслет серебряный, пластинчатыйСеребряные трёхбусные колты 13 века. Губинское городище.
- Серебряные серьги.
- Серебряные кольца (два).
- Кольцо серебряное с щитком.

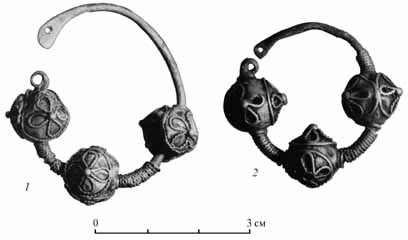
Серебряные трёхбусные колты 13 века. Губинское городище.

- Серебряные проволочные кольца-подвески (двенадцать).

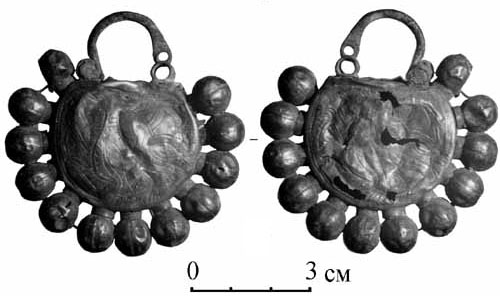
Серебряные колты 13 века. Губинское городище.

Костюм II (21 вещь). Общая масса — 128 г:
- Колт серебряный.
- Браслет серебряный.
- Кольца серебряные (два).
- Серебряные серьги (две).
- Кольцо серебряное с щитком.
- Крестик нательный каменный.
- Серебряные проволочные кольца-подвески (двенадцать).

Допускается, что клад был спрятан не позднее 1241 года.